# Terra (banda)
Terra (estilizado como TЁЯRA) es una banda musical compuesta por Naoki Maeda y Junko Karashima. La banda debuta con "Stars☆☆☆" para Pop'n Music 8. Empezó en la sesión de simulación de Konami con "We Are" para Gitar Freaks 11th mix y Drum Mania 10th mix. Con Beatmania IIDX 10th Style debuta la canción "Doll". Después, se crea solo una canción por entrega de IIDX y de Gitadora, así como canciones en otros juegos Bemani activos. La banda abandona Konami el 2013, iniciando sus trabajos en Capcom el mismo año.

## Miembros
- NAOKI: compositor, arreglos, vocalista, guitarras, productor.
- jun: vocalista, letras, arreglos, compositora.

## Canciones producidas
Se organiza por "canción (juegos:artista/banda)".

### Pop'n Music
- "STARS☆☆☆" (Pop'n Music 8)
- "North Wind" (Pop'n Music 9)
- "1/6 Billionth" (como canción de ee'Mall)
- "Brave!" (Gitadora:Como canción de ee'Mall 2nd Avenue)
- "夢幻ノ光 (Mugen no Hikari)" (Pop'n Music 12 Iroha/Dance Dance Revolution Super Nova)
- "Masquerade" (Pop'n Music 13 Carnival)
- "桃花恋情 (Touka Renjou)" (Pop'n Music 15 Adventure)
- "Miracle Flyer!!" (Pop'n Music 16 Party)
- "Fantasia" (Pop'n Music 17 The Movie/beatmania IIDX 18 Resort Anthem/jubeat saucer)
- "天上の星 ～黎明記～ (Tenjou no Hoshi ~Reimeiki~)" (Pop'n Music 18 Sengoku Retsuden/DanceDanceRevolution X3 vs. 2ndMIX)
- "薔薇は永遠に美しく (Bara wa Eien ni Utsukushiku)" (Pop'n Music 19 Tune Street)
- "Märchen" (Pop'n Music 20 Fantasia)

### Beatmania IIDX
- "一途な恋 (Hyper J-Euro Mix)" (Ichizuna Koi) (Beatmania IIDX 10th Style)
- "Doll" (Beatmania IIDX 10th Style/Dance Dance Revolution Super Nova)
- "ULTiMΛTE" (Beatmania IIDX 11 IIDXRED)
- "Eden" (Beatmania IIDX 12 Happy Sky)
- "ALFARSHEAR 〜双神威に廻る夢〜" (Futatsukamui ni Mawaru Yume) (Beatmania IIDX 13 Distorted)
- "Parasite World" (Beatmania IIDX 13 Distorted:Terra Underground)
- "零 -Zero-" (Beatmania IIDX 14 IIDXGold/Dance Dance Revolution X)
- "STARS☆☆☆ (Re-tuned by HΛL)" (Versiones IIDX y DDR para Beatmania IIDX 14 IIDXGold y Dance Dance Revolution SuperNova 2, respectivamente)
- "Promise for Life" (Beatmania IIDX 15: DJ Troopers)
- "ЁVOLUTIФN" (Beatmania IIDX 19: Lincle/BOOM BOOM DANCE)
- "LETHEBOLG〜双神威に斬り咲けり〜" (Futatsukamui ni Kiri Sakeri) (Beatmania IIDX 19: Lincle)

### GITADORA
- "We Are" (Guitar Freaks 11th Mix & DrumMania 10th Mix)
- "Brave!" (Como canción de ee'Mall 2nd Avenue)
- "Escape to the Sky ★彡" (Guitar Freaks y DrumMania V)
- "Glide" (Guitar Freaks y DrumMania V2)
- "ZЁNITH" (Guitar Freaks y DrumMania V3)
- "RЁVOLUTIΦN" (Guitar Freaks y DrumMania V4/Dance Dance Revolution 2013)
- "鏡花水月楼 (GFDM Edition)" (GuitarFreaks y DrumMania V5:TЁЯRAx宇宙戦隊NOIZ)
- "Catharsis Garden" (GuitarFreaks y DrumMania V6)
- "Sacred Oath (GFDM Edition)" (GuitarFreaks y DrumMania XG2)

### Dance Dance Revolution
- "STARS☆☆☆ (2nd Naoki's Style)" (Dance Dance Revolution Party Collection/Dance Dance Revolution Super Nova)
- "華爛漫(Hana Ranman) -Flowers-" (Dance Dance Revolution Super Nova)
- "Switch" (Dance Dance Revolution SuperNova 2:Daisuke Asakura ex. TЁЯRA)
- "鏡花水月楼(DDR Edition)" (Dance Dance Revolution Full Full Party:TЁЯRAx宇宙戦隊NOIZ)
- "Sacred Oath" (Dance Dance Revolution X2 CS/Dance Dance Revolution Music Fit/DanceDanceRevolution X2/Reflect Beat)
- "ever snow" (Dance Dance Revolution 2010(*)/DanceDanceRevolution X3 vs. 2ndMIX)

### Jubeat
- This Night (jubeat Edition) (Jubeat plus)

### Reflec Beat
- Dioramatic Moment (Reflec Beat 1.5)
- 華爛漫 -Flowers- (2nd Edition) (Reflec Beat Limelight/BOOM BOOM DANCE/DanceEvolution ARCADE)

### Otros Trabajos
Algunas canciones están firmadas bajo "TERRA WORKS".
- ever snow (DDR MAX2 -Dance Dance Revolution 7thMIX-:Yoma Komatsu)
- 蒼い衝動 (beatmania IIDX 8thStyle/Dance Dance Revolution EXTREME:NAOKI feat. YUKI)
- Be Rock U (1998 burst style) (beatmania IIDX 9thStyle / NAOKI)
- 『termination』 (Guitar Freaks 10th Mix y Drummania 9th Mix:今井優子 (Yuko Imai) with NM)
- I am (beatmania IIDX 12 HAPPY SKY:有沢みはる from BeForU))
- Doll: L.E.D. Style Mix (Beatmania IIDX Remix for 10th Success Anniversary)
- Dive to the Night: Terra Works Remix (小坂りゆ - Begin)
- Alfarshear (Golializzle: Goli Matsumoto Archives)
- Revolution (performed in Beatmania IIDX Secret Live 2)
- STARS☆☆☆ (Re-tuned by HΛL) (Konami Musicフル)
- 聖なる鐘が、鳴り響く街 (2004 コナミスタイルクリスマスキャンペーンソングver.) [Seinaru Kane Ga, Narihibiku Machi (2004 Konami Style Christmas Campaign ver.)] ~Instrumental~ (Bemani Top Rankers Special CD)

(*):Involucra a las listas de canciones de DDR 2010/Hottest Perty 4 para la Wii y DDR 2010/New Moves para Playstation 3.

## Álbumes

### Revolution
Todas las canciones escritas y compuestas por Naoki y Jun, cuyos arreglos de canciones fueron hechos por Masao Akashi, excepto las remezclas de SySF.. 
| CD 1  | |          |  |
| N.º   | Título | Duración |  |
| 1.    | «We Are (Album Version)»                                                                                       |          |  |
| 2.    | «Ever Snow» (Cover de la canción de Yoma Komatsu (BeForU))                                                     |          |  |
| 3.    | «Stars ☆☆☆» |          |  |
| 4.    | «夢幻ノ光 (Mugen no Hikari)»                                                                                   |          |  |
| 5.    | «ULTiMΛTE» |          |  |
| 6.    | «『termination』 (Album Version)»                                                                              |          |  |
| 7.    | «蒼い衝動 (SF Cyborg Trance Mix)» ((Blue Impulse) - Remezclado por Sota Fujimori)                              |          |  |
| 8.    | «Raspberry Heart» (Solo la versión japonesa proveniente de Pop'n Music 10 es utilizada, en su larga duración.) |          |  |
| 9.    | «1/6 Billionth»                                                                                                |          |  |
| 10.   | «North Wind»                                                                                                   |          |  |
| 11.   | «Baby, Baby Gimme Your Love (Cyber Electrónica R+B Mix)» (Remezclado por Sota Fujimori)                        |          |  |
| 12.   | «Doll» |          |  |
| 13.   | «聖なる鐘が、鳴り響く街" (Seinaru Kanega, Narihibiku Machi)»                                                   |          |  |
| 14.   | «Escape to the Sky ★彡 (Album Version)»                                                                        |          |  |
| 68:11 | |          |  |

| CD 2  |                                                       |          |  |
| N.º   | Título                                                | Duración |  |
| 1.    | «Dance Dance Revolution feat. Terra Non Stop Megamix» |          |  |
| 27:05 |                                                       |          |  |

### Evolution
Todas las canciones escritas y compuestas por Naoki y Jun. 
| CD 1 |                                    |          |  |
| N.º  | Título                             | Duración |  |
| 1.   | «華爛漫 -Flowers-»                 |          |  |
| 2.   | «Fantasia»                         |          |  |
| 3.   | «鏡花水月楼 (TЁЯRA Version)»       |          |  |
| 4.   | «This Night (TЁЯRA Version)»       |          |  |
| 5.   | «Masquerade»                       |          |  |
| 6.   | «Eden»                             |          |  |
| 7.   | «桃花恋情»                         |          |  |
| 8.   | «Parasite World»                   |          |  |
| 9.   | «零 - Zero -»                      |          |  |
| 10.  | «LETHEBOLG 〜双神威に斬り咲けり〜» |          |  |
| 11.  | «Dioramatic Moment»                |          |  |
| 12.  | «DoLL 〜Ballad Side〜»             |          |  |
| 13.  | «RЁVOLUTIФN»                       |          |  |
| 14.  | «ЁVOLUTIФN»                        |          |  |

| CD 2 |                                    |          |  |
| N.º  | Título                             | Duración |  |
| 1.   | «Terra's Non Stop Megamix Evolved» |          |  |